# 米伦科·泰皮奇
米伦科·泰皮奇（1987年2月27日—），塞尔维亚男子篮球运动员。他曾代表塞尔维亚参加2007年国际篮联欧洲锦标赛、2009年国际篮联欧洲锦标赛和2010年国际篮联世界锦标赛。